# Cybianthus nanayensis
Cybianthus nanayensis là một loài thực vật có hoa trong họ Anh thảo. Loài này được (J.F.Macbr.) G.Agostini mô tả khoa học đầu tiên năm 1980.